# Atletika na Letních olympijských hrách 1964
Atletika na Letních olympijských hrách v roce 1964, které se konaly v Tokiu, zahrnovala 36 atletických disciplín, z toho 24 pro muže a 12 pro ženy. Celkem bylo uděleno 108 medailí (36 zlatých, 36 stříbrných, 36 bronzových).

## Muži
| Disciplína               | Zlato                                                                                        | Stříbro                                                                               | Bronz                                                                                    |
| 100 m                    | Bob Hayes · Spojené státy americké (USA)                                                     | Enrique Figuerola · Kuba (CUB)                                                        | Harry Jerome · Kanada (CAN)                                                              |
| 200 m                    | Henry Carr · Spojené státy americké (USA)                                                    | Paul Drayton · Spojené státy americké (USA)                                           | Edwin Roberts · Trinidad a Tobago (TRI)                                                  |
| 400 m                    | Michael Larrabee · Spojené státy americké (USA)                                              | Wendell Mottley · Trinidad a Tobago (TRI)                                             | Andrzej Badeński · Polsko (POL)                                                          |
| 800 m                    | Peter Snell · Nový Zéland (NZL)                                                              | Bill Crothers · Kanada (CAN)                                                          | Wilson Kiprugut · Keňa (KEN)                                                             |
| 1500 m                   | Peter Snell · Nový Zéland (NZL)                                                              | Josef Odložil · Československo (TCH)                                                  | John Davies · Nový Zéland (NZL)                                                          |
| 5000 metrů               | Robert Schul · Spojené státy americké (USA)                                                  | Harald Norpoth · Tým sjednoceného Německa (EUA)                                       | Bill Dellinger · Spojené státy americké (USA)                                            |
| 10 000 metrů             | William Mills · Spojené státy americké (USA)                                                 | Mohammed Gammoudi · Tunisko (TUN)                                                     | Ron Clarke · Austrálie (AUS)                                                             |
| 110 m překážek           | Hayes Jones · Spojené státy americké (USA)                                                   | Blaine Lindgren · Spojené státy americké (USA)                                        | Anatolij Michajlov · Sovětský svaz (URS)                                                 |
| 400 metrů překážek       | Rex Cawley · Spojené státy americké (USA)                                                    | John Cooper · Velká Británie (GBR)                                                    | Salvatore Morale · Itálie (ITA)                                                          |
| 3000 m překážek          | Gaston Roelants · Belgie (BEL)                                                               | Maurice Herriott · Velká Británie (GBR)                                               | Ivan Běljajev · Sovětský svaz (URS)                                                      |
| 4 × 100 m štafeta        | Spojené státy americké (USA) · Paul Drayton · Gerry Ashworth · Richard Stebbins · Bob Hayes  | Polsko (POL) · Andrzej Zieliński · Wiesław Maniak · Marian Foik · Marian Dudziak      | Francie (FRA) · Paul Genevay · Bernard Laidebeur · Claude Piquemal · Jocelyn Delecour    |
| 4 × 400 m štafeta        | Spojené státy americké (USA) · Ollan Cassell · Michael Larrabee · Ulis Williams · Henry Carr | Velká Británie (GBR) · Tim Graham · Adrian Metcalfe · John Cooper · Robbie Brightwell | Trinidad a Tobago (TRI) · Edwin Skinner · Kent Bernard · Edwin Roberts · Wendell Mottley |
| Chůze na 20 km (silnice) | Ken Matthews · Velká Británie (GBR)                                                          | Dieter Lindner · Tým sjednoceného Německa (EUA)                                       | Vladimir Golubničij · Sovětský svaz (URS)                                                |
| Chůze na 50 km (silnice) | Abdon Pamich · Itálie (ITA)                                                                  | Paul Nihill · Velká Británie (GBR)                                                    | Ingvar Pettersson · Švédsko (SWE)                                                        |
| Maratonský běh           | Abebe Bikila · Etiopie (ETH)                                                                 | Basil Heatley · Velká Británie (GBR)                                                  | Kokichi Tsuburaya · Japonsko (JPN)                                                       |
| Skok do dálky            | Lynn Davies · Velká Británie (GBR)                                                           | Ralph Boston · Spojené státy americké (USA)                                           | Igor Ter-Ovanesjan · Sovětský svaz (URS)                                                 |
| Trojskok                 | Józef Szmidt · Polsko (POL)                                                                  | Oleg Fedosejev · Sovětský svaz (URS)                                                  | Viktor Kravčenko · Sovětský svaz (URS)                                                   |
| Skok do výšky            | Valerij Brumel · Sovětský svaz (URS)                                                         | John Thomas · Spojené státy americké (USA)                                            | John Rambo · Spojené státy americké (USA)                                                |
| Skok o tyči              | Fred Hansen · Spojené státy americké (USA)                                                   | Wolfgang Reinhardt · Tým sjednoceného Německa (EUA)                                   | Klaus Lehnertz · Tým sjednoceného Německa (EUA)                                          |
| Vrh koulí                | Dallas Long · Spojené státy americké (USA)                                                   | Randy Matson · Spojené státy americké (USA)                                           | Vilmos Varjú · Maďarsko (HUN)                                                            |
| Hod diskem               | Al Oerter · Spojené státy americké (USA)                                                     | Ludvík Daněk · Československo (TCH)                                                   | Dave Weill · Spojené státy americké (USA)                                                |
| Hod oštěpem              | Pauli Nevala · Finsko (FIN)                                                                  | Gergely Kulcsár · Maďarsko (HUN)                                                      | Jānis Lūsis · Sovětský svaz (URS)                                                        |
| Hod kladivem             | Romuald Klim · Sovětský svaz (URS)                                                           | Gyula Zsivótzky · Maďarsko (HUN)                                                      | Uwe Beyer · Tým sjednoceného Německa (EUA)                                               |
| Desetiboj                | Willi Holdorf · Tým sjednoceného Německa (EUA)                                               | Rein Aun · Sovětský svaz (URS)                                                        | Hans-Joachim Walde · Tým sjednoceného Německa (EUA)                                      |

## Ženy
| Disciplína        | Zlato                                                                                   | Stříbro                                                                                            | Bronz                                                                                       |
| 100 m             | Wyomia Tyusová · Spojené státy americké (USA)                                           | Edith McGuire · Spojené státy americké (USA)                                                       | Ewa Kłobukowska · Polsko (POL)                                                              |
| 200 m             | Edith McGuire · Spojené státy americké (USA)                                            | Irena Kirszensteinová · Polsko (POL)                                                               | Marilyn Blacková · Austrálie (AUS)                                                          |
| 400 m             | Betty Cuthbertová · Austrálie (AUS)                                                     | Ann Elizabeth Packerová · Velká Británie (GBR)                                                     | Judy Amooreová · Austrálie (AUS)                                                            |
| 800 m             | Ann Elizabeth Packerová · Velká Británie (GBR)                                          | Maryvonne Dupureurová · Francie (FRA)                                                              | Marise Chamberlainová · Nový Zéland (NZL)                                                   |
| 80 metrů překážek | Karin Balzerová · Tým sjednoceného Německa (EUA)                                        | Teresa Ciepły · Polsko (POL)                                                                       | Pam Kilbornová · Austrálie (AUS)                                                            |
| 4 × 100 m štafeta | Polsko (POL) · Teresa Ciepły · Irena Kirszensteinová · Halina Górecka · Ewa Kłobukowska | Spojené státy americké (USA) · Willye Whiteová · Wyomia Tyusová · Marilyn Whiteová · Edith McGuire | Velká Británie (GBR) · Janet Simpsonová · Mary Randová · Daphne Ardenová · Dorothy Hymanová |
| Skok do dálky     | Mary Randová · Velká Británie (GBR)                                                     | Irena Kirszensteinová · Polsko (POL)                                                               | Taťána Ščelkanovová · Sovětský svaz (URS)                                                   |
| Skok do výšky     | Jolanda Balașová · Rumunsko (ROU)                                                       | Michele Brownová · Austrálie (AUS)                                                                 | Taisija Čenčiková · Sovětský svaz (URS)                                                     |
| Vrh koulí         | Tamara Pressová · Sovětský svaz (URS)                                                   | Renate Garischová-Culmbergerová · Tým sjednoceného Německa (EUA)                                   | Galina Zybinová · Sovětský svaz (URS)                                                       |
| Hod diskem        | Tamara Pressová · Sovětský svaz (URS)                                                   | Ingrid Lotzová · Tým sjednoceného Německa (EUA)                                                    | Lia Manoliuová · Rumunsko (ROU)                                                             |
| Hod oštěpem       | Mihaela Peneșová · Rumunsko (ROU)                                                       | Márta Rudasová · Maďarsko (HUN)                                                                    | Jelena Gorčakovová · Sovětský svaz (URS)                                                    |
| Pětiboj           | Irina Pressová · Sovětský svaz (URS)                                                    | Mary Randová · Velká Británie (GBR)                                                                | Galina Bystrovová · Sovětský svaz (URS)                                                     |

## Medailové pořadí
| Umístění | Stát                           | Zlato | Stříbro | Bronz | Celkem |
| -------- | ------------------------------ | ----- | ------- | ----- | ------ |
| 1        | Spojené státy americké (USA)   | 14    | 7       | 3     | 24     |
| 2        | Sovětský svaz (URS)            | 5     | 2       | 11    | 18     |
| 3        | Velká Británie (GBR)           | 4     | 7       | 1     | 12     |
| 4        | Tým sjednoceného Německa (EUA) | 2     | 5       | 3     | 10     |
| 5        | Polsko (POL)                   | 2     | 4       | 2     | 8      |
| 6        | Nový Zéland (NZL)              | 2     | 0       | 2     | 4      |
| 7        | Rumunsko (ROU)                 | 2     | 0       | 1     | 3      |
| 8        | Austrálie (AUS)                | 1     | 1       | 4     | 6      |
| 9        | Itálie (ITA)                   | 1     | 0       | 1     | 2      |
| 10       | Belgie (BEL)                   | 1     | 0       | 0     | 1      |
| 10       | Etiopie (ETH)                  | 1     | 0       | 0     | 1      |
| 10       | Finsko (FIN)                   | 1     | 0       | 0     | 1      |
| 13       | Maďarsko (HUN)                 | 0     | 3       | 1     | 4      |
| 14       | Československo (TCH)           | 0     | 2       | 0     | 2      |
| 15       | Trinidad a Tobago (TRI)        | 0     | 1       | 2     | 3      |
| 16       | Kanada (CAN)                   | 0     | 1       | 1     | 2      |
| 16       | Francie (FRA)                  | 0     | 1       | 1     | 2      |
| 18       | Kuba (CUB)                     | 0     | 1       | 0     | 1      |
| 18       | Tunisko (TUN)                  | 0     | 1       | 0     | 1      |
| 20       | Japonsko (JPN)                 | 0     | 0       | 1     | 1      |
| 20       | Keňa (KEN)                     | 0     | 0       | 1     | 1      |
| 20       | Švédsko (SWE)                  | 0     | 0       | 1     | 1      |